# Deleitosa
Deleitosa (anteriormente Deleytosa) es un municipio español, con título de villa, en la provincia de Cáceres, comunidad autónoma de Extremadura.

## Toponimia
El origen de su nombre no está claro aunque existen dos hipótesis: la primera viene de una prisión que en tiempos remotos había allí ("Prisión delitosa", por los delitos que habían cometido los allí encerrados), en un valle, al que se le acabó llamando "Valle Delitoso". Otra acepción viene de deleite, y posiblemente este «apodo» viene por el Convento que fundó San Pedro de Alcántara, y donde expiaban sus culpas los monjes que habían cometido pecado carnal.

## Símbolos
El escudo heráldico de Deleitosa fue aprobado mediante la "Orden de 30 de diciembre de 1987, de la Consejería de la Presidencia y Trabajo, por la que se aprueba el Escudo Heráldico y la Bandera Local del Municipio de Deleitosa (Cáceres)", publicada en el Diario Oficial de Extremadura el 7 de enero de 1988 luego de haber aprobado el expediente el pleno del ayuntamiento el 29 de agosto de 1987, haber emitido informe la Real Academia de la Historia el 23 de octubre y haber modificado el ayuntamiento su expediente inicial el 12 de diciembre. El escudo se define oficialmente así:

De plata y en escusón (o sea, cargando sobre este campo) cuartelado, Primero y Cuarto verado de azur y plata; Segundo y Tercero de gules el castillo de oro almenado y donjonado de tres donjones, mazonado de sable y aclarado de azur; al timbre corona condal. Y estas armas timbradas de Corona Real cerrada.

## Localización
El municipio se ubica en el noroeste de la Sierra de Las Villuercas, al norte del río Almonte, y forma parte de la comarca de Las Villuercas, integrada a su vez en el Geoparque Villuercas-Ibores-Jara. Se localiza a 87 kilómetros de la capital cacereña, muy cerca de la Autovía del Suroeste a la salida del túnel de Miravete. 
El relieve es bastante montañoso por el norte y el este por la presencia de las sierras integradas en el macizo de Las Villuercas, alcanzándose cotas superiores a los 800 metros, siendo el pico Zapata el más elevado del territorio (825 m). El sur y suroeste se caracteriza más por las dehesas que circundan el río Almonte, que hace de límite municipal por el sur. El pueblo se alza a 564 metros sobre el nivel del mar. 
| Noroeste: Casas de Miravete       | Norte: Higuera de Albalat | Noreste: Campillo de Deleitosa |
| Oeste: Jaraicejo                  |                           | Este: Robledollano             |
| Suroeste: Torrecillas de la Tiesa | Sur: Aldeacentenera       | Sureste: Cabañas del Castillo  |

## Naturaleza
El municipio de Deleitosa pertenece a la ZEPA y reserva de la biosfera de Monfragüe, creadas para proteger el medio ambiente de la zona; y también forma parte del recientemente creado Geoparque Villuercas-Ibores-Jara y de la ZEPA y LIC "Riberos del Río Almonte". Además, está situado a escasos kilómetros del parque nacional de Monfragüe, y de la ZEPA de las Villuercas.
En la sierra podemos encontrar alcornocales y zonas con castaños, robles o madroños. En los terrenos más bajos predominan la dehesa de encinas, el pastizal, y el matorral mediterráneo (jaras, retamas y otros arbustos y plantas olorosas), así como el olivar. También hay algunas zonas que fueron repobladas con coníferas y eucaliptos.

## Historia
El origen del pueblo se data en el año 1000 a raíz de un asentamiento cristiano. Perteneció al sexmo de Plasencia y, más tarde, se creó el título de conde de Deleytosa, que recibió Francisco de Monroy y Zúñiga. Pertenecían a Deleitosa los actuales municipios de Campillo de Deleitosa, Fresnedoso de Ibor, y medio Robledollano.
En el siglo XV consiguió el título de villa, pero de señorío. En la época señorial pertenecía al condado de Oropesa, pero posteriormente pasó al ducado de Alba y al ducado de Frías. Sin embargo, en 1805 se inició un expediente para devolverlo al conde de Oropesa o incorporarlo a la Corona. El resultado del proceso fue favorable a la Corona, pero el titular del señorío tenía un cierto condominio.
Durante la Guerra de la Independencia, el general español Gregorio García de la Cuesta estableció su campamento en Deleitosa, para defender la comarca de los ataques de los franceses.
En la tercera guerra carlista, varias partidas visitaron frecuentemente Deleitosa. En noviembre de 1873, se enterró en el cementerio de la villa al general carlista Vicente Sabariegos Sánchez, que había sido herido en combate en Retamosa de Cabañas.
A la caída del Antiguo Régimen la localidad se constituye en municipio constitucional en la región de Extremadura. Desde 1834 quedó integrado en el partido judicial de Trujillo. En el censo de 1842 contaba con 160 hogares y 876 vecinos.

## Demografía
Deleitosa cuenta con una población de 682 habitantes (INE 2024).
| Gráfica de evolución demográfica de Deleitosa entre 1842 y 2021                                                     |
| |
| Población de derecho según los censos de población del INE Población de hecho según los censos de población del INE |

El número de habitantes viene disminuyendo desde 1950, cuando el municipio llegó a su máximo histórico de población (2650 habitantes), hasta la actualidad, aunque en la última década el descenso se ha reducido, y últimamente se ha estancado, llegando a subir algunos años.

## Transporte
La principal carretera del municipio es la Autovía del Suroeste o A-5, que une Madrid con Badajoz pasando por Navalmoral de la Mata y Trujillo. La autovía pasa por la esquina noroeste del término municipal. El pueblo está conectado con la autovía mediante la carretera secundaria EX-386, que pasa por el norte del casco urbano con el nombre de avenida Virgen de la Breña y se prolonga al este del municipio hasta Castañar de Ibor pasando por Robledollano.
De la EX-386 salen al este del pueblo las carreteras CC-19, que lleva a Campillo de Deleitosa con salida secundaria a Higuera de Albalat, y la CC-22, que lleva a Cabañas del Castillo con salida secundaria a Aldeacentenera. Al sur del pueblo sale una carretera comarcal que lleva a Torrecillas de la Tiesa.

## Bienestar social

### Sanidad
Deleitosa cuenta con un consultorio de atención primaria.

### Educación
Cuenta con el Colegio Rural Agrupado Las Villuercas, del que también forman parte Navezuelas, Robledollano y Roturas de Cabañas.

## Patrimonio
Rodeado de un paisaje acogedor, entre sus atractivos se encuentran:
- Iglesia parroquial católica bajo la advocación de San Juan Evangelista, en la archidiócesis de Mérida-Badajoz, diócesis de Plasencia, arciprestazgo de Casatejada.[9] Edificio que data de finales del siglo XV, principios del siglo XVI, contiene la imagen del Cristo del Desamparo, que según creencias locales, es hermano del Cristo de Serradilla, ya que ambos están hechos del mismo madero. Esta imagen venerada por los deleitoseños, lo es también por los vecinos de los pueblos limítrofes, ya que se le atribuyen milagros. También hay una pila bautismal de piedra con relieves del siglo XVI.
- Castillo de Deleitosa
- Rollo o picota de la plaza (símbolo de justicia, de estilo gótico), antiguamente rematado por una cruz de hierro forjado
- Ruinas del convento de San Juan Bautista, también llamado San Juan de la Penitencia, o de los Habaneros, o de la Viciosa (por lo frondoso del valle donde está enclavado, o porque allí se cultivaban habas o vicias), fundado por San Pedro de Alcántara en torno a 1560.

## Cultura

### Fiestas locales
- Candelas: Día 2 de febrero. Cinco chicas del pueblo entran en la iglesia, cantando y vestidas con trajes regionales; y ofrecen a la Virgen dos palomas y una "rosca de piñonate", dulce típico del pueblo.
- Fiestas de la Virgen de la Breña: Semana del 15 de agosto. Dedicadas a la Patrona del pueblo. Son las más populares, ya que en esas fechas vuelven al pueblo muchos de los emigrantes que, hace algunas décadas, se marcharon.
- Fiestas del Cristo del Desamparo: Semana del 14 de septiembre. Dedicadas al Patrón del pueblo.
- Día de San Antonio.

### Gastronomía
El municipio destaca por su gastronomía, sus ricos embutidos y jamones, quesos y dulces típicos, como los pestiños, las floretas o las roscas.

### Deleitosa en la historia de la fotografía
Desde mediados de siglo XX, este municipio ha sido el escenario de diversos reportajes fotográficos en los cuales ha sido mostrado como ejemplo de pueblo de España. El primer reportaje fue realizado por la revista Life, y posteriormente hubo otros reportajes de la revista alemana Criteria y del diario español El País.
William Eugene Smith publicó en 1951 en Life un reportaje fotográfico titulado Spanish Village ("pueblo español"), basado en las fotografías que había realizado en Deleitosa. El valor del reportaje fotográfico residía en dar a conocer al mundo la precariedad de España y Eugene eligió Deleitosa como ejemplo de miseria y pobreza durante la dictadura franquista.
Más tarde, en noviembre de 1978, la revista alemana Criteria se interesó también por el municipio y, basándose en el reportaje de Smith para Life, elaboró todo un reportaje diferente sobre Deleitosa titulado Das spanien dorf.
Posteriormente el diario español El País realizó una comparativa de la evolución del municipio, basándose en los dos reportajes antes mencionados. Fotógrafos profesionales como Tino Soriano y Lucas Garra han elaborado también reportajes amplios.

### Mitos y leyendas
Un mito o leyenda local dice que el 9 de marzo de 1949 había sequía, se sacó la imagen del Cristo del Desamparo para pedir agua, y comenzó a llover torrencialmente durante la procesión.
En el pueblo hay una leyenda que cuentan los ancianos:
Cuando construyeron la iglesia, también hicieron unos túneles subterráneos que cruzan todo el pueblo y van a parar a la sierra. En la sierra solamente se encuentran 6 puertas, pero la séptima puerta, que es por la que se entra a los túneles desde la iglesia, no se encuentra.
También se dice que esos túneles se utilizaron durante la Guerra Civil para huir de las tropas de Franco.

## Deportes
La caza es una de las aficiones favoritas de los habitantes, aunque hace poco que en el pueblo no es un método de subsistencia, La gran cantidad de encinas en la zona hacen posible que el jabalí, objetivo de la caza mayor por excelencia, se reproduzca a sus anchas, así como el ciervo, el venado, el muflón, corzos, gamos, perdices, tórtolas, zorros, liebres y conejos, por poner algunos ejemplos de la variedad de fauna que posee este pueblo. Cuenta con un equipo de fútbol sala llamado (deleitosa FS) que entrena en un pabellón cerrado , anteriormente hubo un equipo de fútbol césped, el cual está disuelto actualmente. Ahora, este recinto cuenta con una parte asfaltada, lo que permite que allí se celebren algunas de las fiestas del pueblo.